# Posttor Potsdam

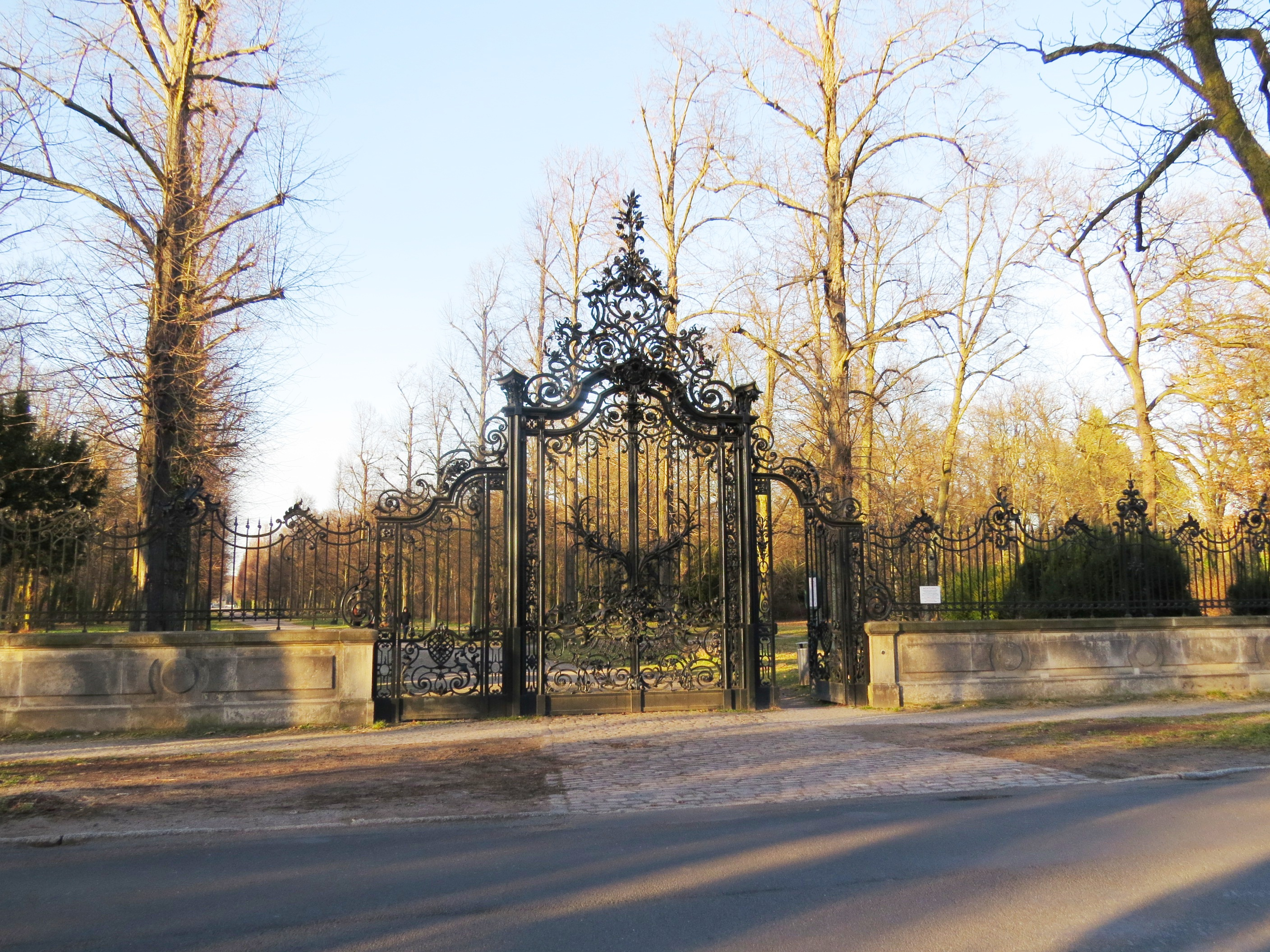
Posttor, 2014

Das Posttor in der Potsdamer Geschwister-Scholl-Straße ist der südwestlichste Eingang des Parks Sanssouci. Es befindet sich dort direkt am Bahnhof Park Sanssouci, gegenüber dem Bürgerbahnhofsgebäude.

## Geschichte

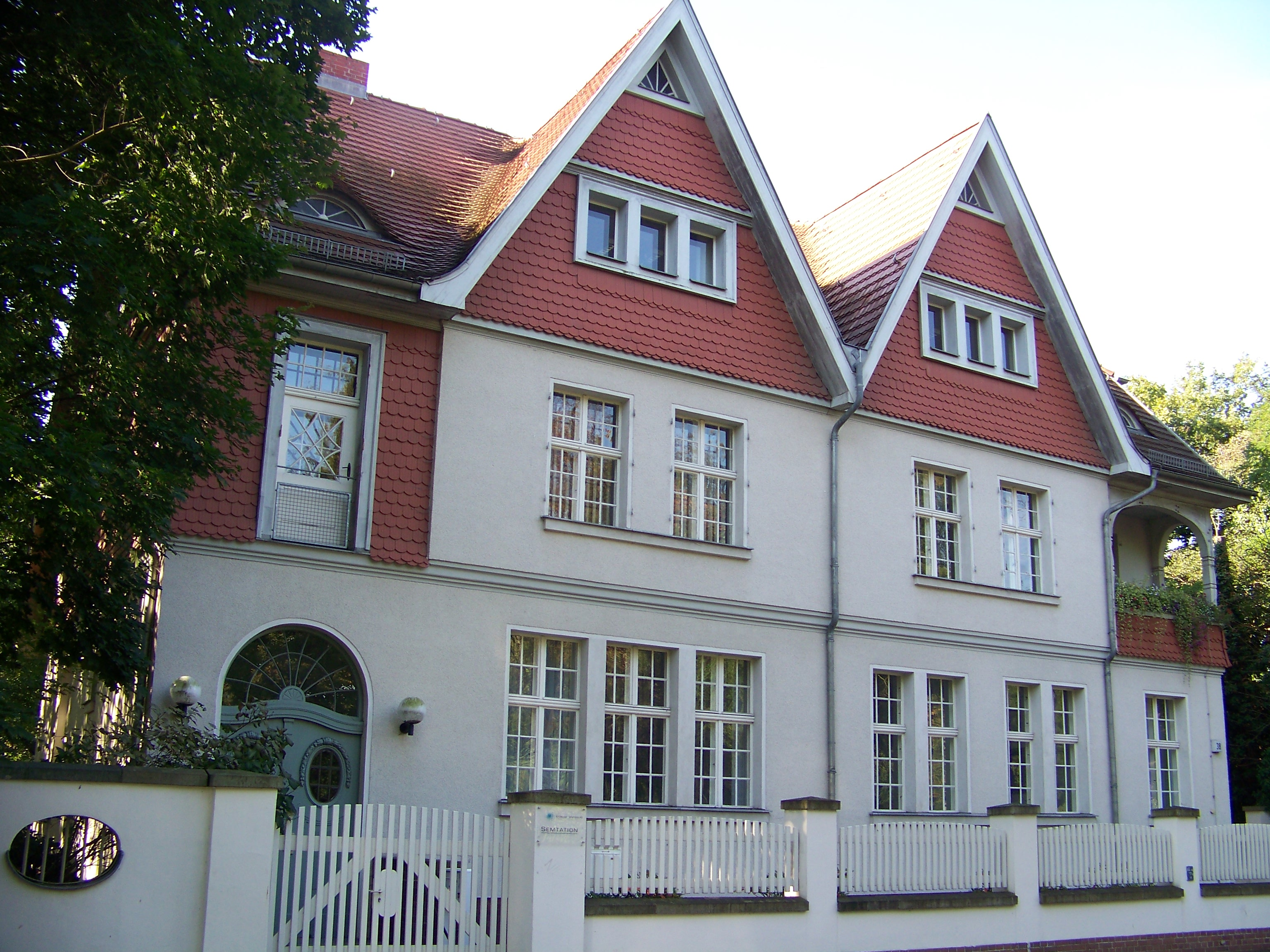
Ehemaliges Reichsposthauptamt Nummer 1

Das Posttor war ursprünglich Teil des deutschen Beitrags zur Weltausstellung in Chicago im Jahre 1893. Es war das rechte dreier Portale, durch die man dort zum deutschen Pavillon gelangte. Sie wurden von der Kunstschmiede der Gebrüder Armbrüster in Frankfurt (Main) angefertigt. Die imposanten Ausmaße der Torgruppe betrugen 32 m in der Breite und bis zu 11 m in der Höhe.
Nach dem Ende der Weltausstellung fand sich für das Portal zunächst keine Verwendung, bis Kaiser Wilhelm II. es ankaufte. Dieser ließ das große Mitteltor 1896 am Obelisk-Eingang einbauen, welches jedoch 1931 schließlich verschrottet wurde. Die beiden Seitenportale wurden beidseitig der Lindenavenue aufgestellt. Sie stellten die Verbindung zwischen dem Reichsposthauptamt Nummer 1 und dem Neuen Palais her, wo der Kaiser im Sommer residierte. Das gegenüberliegende Pendant, das in Chicago noch auf der linken Seite stand, wird auch Lindstedter Tor genannt.
Zum Kriegsende 1945 rammte ein sowjetischer Panzer das Posttor, woraufhin es notdürftig repariert und dabei verschweißt wurde. Im Jahre 1997 wurde es abgebaut und von der Schlösserstiftung eingelagert. In den Folgejahren wurde dann aufwendig in der Metallwerkstatt des Schirrhofes restauriert. Zur Schlössernacht 2009 wurde das Tor wieder seiner Bestimmung übergeben.

## Lindstedter Tor

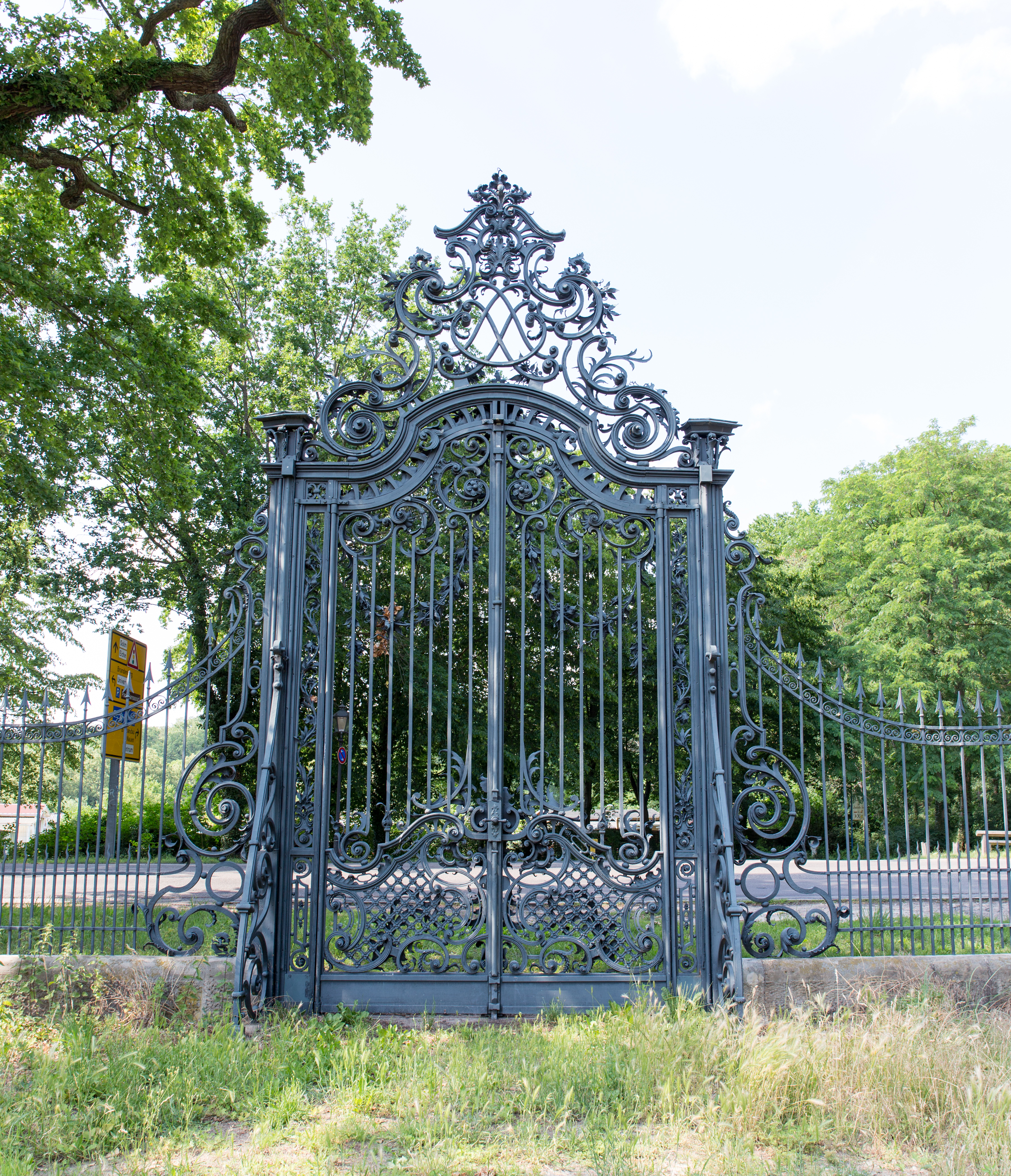
Lindstedter Tor, 2019

Das Lindstedter Tor befindet sich am gegenüberliegenden, nordwestlichsten Eingang des Schlossparks. Im Jahre 2010 begannen die Restaurierungsarbeiten auch an diesem Tor, das dann zur Schlössernacht 2012 wiedereröffnet werden konnte.